# Julien-Urbain-François-Marie-Riel Lefebvre de La Chauvière
Pour les articles homonymes, voir Lefebvre.
Julien-Urbain-François-Marie-Riel Lefebvre de La Chauvière (24 novembre 1757 à Challans - 1er juillet 1816), est un homme politique français, membre de la Convention, député au Conseil des Cinq-Cents.

## Biographie
La monarchie constitutionnelle mise en application par la constitution du 3 septembre 1791 prend fin à l'issue de la journée du 10 août 1792 : les bataillons de fédérés bretons et marseillais et les insurgés des faubourgs de Paris prennent le palais des Tuileries. Louis XVI est suspendu et incarcéré avec sa famille à la tour du Temple.
Jurisconsulte à Nantes avant la Révolution, en septembre 1792, Julien Lefebvre, alors procureur-syndic de Nantes, est élu député du département de la Loire-Inférieure , le deuxième sur huit, à la Convention nationale.
Il siège sur les bancs de la Gironde. Lors du procès de Louis XVI, il vote « la réclusion, et la déportation à la paix » et vote en faveur de l'appel au peuple et en faveur du sursis à l'exécution de la peine. Le 13 avril 1793, il est absent lors du scrutin sur la mise en accusation de Jean-Paul Marat. Le 28 mai, il vote en faveur du rétablissement de la Commission des Douze. 
Le 3 octobre 1793, au terme du discours de Jean-Pierre-André Amar (député de l'Isère), membre du Comité de sûreté générale, Julien Lefebvre fait partie des députés décrétés d'arrestation pour avoir signé la protestation contre les journées du 31 mai et du 2 juin. Lui et les autres protestataires sont libérés et réintégrés à leur poste le 18 frimaire an III (le 8 décembre 1794). 
Il sort de prison après le 9 thermidor, est réintégré à la Convention le 18 frimaire an III, et applaudit à la répression de l'insurrection de prairial.
En 1795, il est envoyé en mission en Belgique avec son collègue Ramel ; il proclame la liberté de la navigation de l'Escaut, et est activement mêlé à la réunion des Pays-Bas à la France.
Réélu, le 23 vendémiaire an IV, député de la Loire-Inférieure au Conseil des Cinq-Cents par 62 voix (239 votants), il siège parmi les modérés et parle sur l'organisation des conseils de santé ; il quitte l'Assemblée en 1797 et termine ses jours dans la retraite.
Il avait épousé Marie Agathe Charette de Boisfoucauld, fille de Gabriel Louis Charette et de Renée Charlotte de Ruays, puis à Marie Anne Cahen.

## Mandats
- 05/09/1792 - 26/10/1795  : Loire-Inférieure - Girondins
- 15/10/1795 - 20/05/1797  : Loire-Inférieure - Modérés

## Travaux législatifs
- Observations sur la nouvelle organisation des pouvoirs administratifs, Angers : impr. de Pavie, 1790. In-8°, 36 p.
- Opinion sur la réunion de la Belgique à la République française, prononcée par Lefevre [sic], séance du 9 vendémiaire an IV. Paris, Impr. nationale, an IV. In-8°, 10 p.
- Convention nationale. Rapport et projet de décret sur les réclamations de la citoyenne Montansier et Bourdon-Noeuville, relatives au Théâtre des arts... présentés à la Convention nationale, dans la séance du 16 ventôse an III, au nom du comité des finances, par Lefebvre. Paris, Impr. nationale, an III. In-8°, 12 p.
- Corps législatif. Conseil des Cinq-Cents. Opinion de J. Lefebvre, etc. sur le projet présenté par Vitet, au nom de la commission d'instruction publique, pour l'organisation des écoles de santé. Séance du 16 germinal an VI. Paris, Impr. nationale, an VI. In-8°, 16 p.
- Discours prononcé par le représentant du peuple Lefebvre (de Nantes), le 16 fructidor, en présence de la garnison et des administrations militaires, rassemblées au Temple de la Raison pour y entendre la lecture de l'Acte constitutionnel. Bruxelles : impr. de la Vve Descamps, [1795]. in-8, 7 p.

## Sources
- Dictionnaire des parlementaires français par Adolphe Robert, Edgar Bourloton et Gaston Cougny, tome 4, Lav-Pla, Bourloton éditeur, Paris, 1891.
- Fiche sur Assemblée nationale
- Notices d'autorité :   - VIAF
  - ISNI
  - BnF (données)
  - IdRef
  - LCCN
  - GND
  - WorldCat